# 정리 (홍콩의 배우)
칭 리(井莉, 영어: Ching Li, 1945년 10월 29일 ~ 2017년 12월 9일)은 홍콩의 배우이다.

## 출연 작품

### 영화
- 《소림여무당》 (1983년)
- 《사조영웅전 3》 (1981년)
- 《초류향편복전기》 (1978년)
- 《수화대도》 (1978년)
- 《천애명월도》 (1976년)
- 《자마》 (1973년)
- 《구련환》 (1972년)
- 《사기사》 (1972년)
- 《마영정》 (1972년)
- 《흑객》 (1972년)
- 《권격》 (1971년)
- 《무명영웅》 (1971년)
- 《대결투》 (1971년)
- 《철수무정》 (1969년)